# Hôtel du Gouverneur (Vendôme)
Pour les articles homonymes, voir Hôtel du Gouverneur.
L'hôtel du Gouverneur de Vendôme est un ancien hôtel particulier aujourd'hui détruit, situé dans la ville de Vendôme dans le Loir-et-Cher.

## Localisation
Le bâtiment était situé à l'angle sud-ouest de la place du marché et de la rue Saulnerie dans la ville de Vendôme.

## Histoire
La présence d'une sorte de cave ou vide sanitaire sous une partie de l'édifice invite une datation du XIVe pour une première phase de construction. Dans un second temps est construit le logis en L et sa tour d'escalier, peut-être à la suite de la réunion de deux parcelles différentes. Puis dans un troisième temps, probablement un peu avant 1510, l'aile perpendiculaire à la rue Saulnerie fut prolongée de deux toises (environ 3,6m).
Cette bâtisse passe traditionnellement pour avoir été la résidences des gouverneurs de Vendôme (le gouverneur de la ville occupait souvent également le titre de capitaine  du château). En faisant une résidence de fonction pour ces gouverneurs. Cette hypothèse est corroborée par plusieurs éléments. Tout d'abord aucun propriétaire n'est connu entre le début du XVIe et le XVIIesiècle (le seul propriétaire connu au début du XVIesiècle est le fils de Jean Gorget, châtelain de Vendôme vers 1480), de plus un texte de 1525 signale la tenue d'un plaid par un certain Jacques François dans cette maison. En suite sa position est idéalement située place du marché où était le pilori et en vue des logis du château comme l'expression de la délégation du pouvoir comtal puis ducal.
L'hôtel fut alors sans doute la résidence de Maillé de Bénéhart lorsque celui-ci fut gouverneur de Vendôme de 1584 à 1589.
La tradition rapporte que c'est ici que ce dernier se retira lors du siège du château par Henri IV.

« Ledit Maillé de Bénéhart et tous lesdits gens de guerre qui étaient retirés en une maison se rendirent incontinent audit sieur baron de Biron »

— Pierre Victor Palma Cayet
Après la prise du château, Maillé de Bénéhart et ses hommes s'enfuirent vers la ville et furent poursuivis par les troupes royales. Alors le gouverneur se retrancha, pour résister aux soldats royaux, dans son hôtel accompagné de fidèles et se défendit. Des impacts de balles en haut de la tourelle d'escalier la marquaient encore au XIXe attestant de ces combats.

### Destruction
Le samedi 15 juin 1940, vers 11h25 Vendôme est touché par 5 à 7 bombes entre la rue Ferme et le musée, larguées par trois avions allemands prenant en enfilade la nationale 10 qui traversait le faubourg Saint-Lubin, le pont Saint-Georges et la rue Poterie. Cette attaque tua 89 personnes et fit 200 blessés. Elle fut suivie d'une seconde touchant la gare mais qui ne provoqua aucune perte humaine. La première attaque allait se muer en incendie par le biais de l'explosion d'un véhicule (militaire ou civil). Le feu prit à l'angle des rues Poterie et Saint-Pierre-la-Motte et se propagea rapidement par les combles. À 21h la rue Saulnerie était touchée et à minuit l'hôtel du gouverneur était en flamme.
Au total 11% du cœur de la ville fut touché.
En 1945 le centre-ville fut déblayé et se posa la question de l'avenir du bâtiment, alors que la porte Saint-Georges fut conservée et restauré, l'hôtel du gouverneur, après bien des discutions sur son avenir, fut détruit en 1946.

## Description
Le bâtiment se présentait sous la forme de deux corps de logis en L desservi par une tourelle d'escalier polygonale. Le corps de logis parallèle à la rue mesurait 12 mètres et celui perpendiculaire mesurait 8 mètres avant son agrandissement, qui le porta à près de 12 mètres.